# Rái cá không vuốt Congo
Rái cá không vuốt Congo (Aonyx congicus), còn được gọi là rái cá không vuốt Cameroon, là một loài rái cá không vuốt thuộc họ Mustelidae. Trước đây chúng được công nhận là một phân loài (Aonyx capensis congicus) của rái cá không vuốt châu Phi.
Loài rái cá không vuốt này sinh sống ở Cameroon, Cộng hòa Congo, Cộng hòa Dân chủ Congo, Gabon và có thể cả Angola, Burundi, Cộng hòa Trung Phi, Guinea Xích đạo, Nigeria, Rwanda hoặc Uganda. Môi trường sống tự nhiên của chúng là rừng đất thấp ẩm nhiệt đới hoặc cận nhiệt đới, rừng ngập mặn cận nhiệt đới hoặc cận nhiệt đới, đầm lầy cận nhiệt đới hoặc nhiệt đới, rừng núi cao ẩm nhiệt đới hoặc cận nhiệt đới, rừng cây bụi ẩm nhiệt đới hoặc cận nhiệt đới, đồng cỏ ẩm ướt hoặc ngập nước theo mùa, sông, sông ngắt quãng, đất ngập nước với cây bụi chiếm ưu thế, đầm lầy, hồ nước ngọt, hồ nước ngọt phân mảnh, đầm lầy cỏ nước ngọt, đầm lầy nước ngọt phân mảnh, suối nước ngọt, đồng bằng nội địa, hồ nước mặn, hồ nước mặn phân mảnh, đầm lầy mặn, đầm lầy mặn phân mảnh, biển nông, đáy thủy sinh dưới triều, bãi đá, bờ cát, cửa sông vùng biển, đất phẳng liên triều, đầm lầy liên triều, đầm phá mặn ven biển, đầm phá nước ngọt ven biển, khu vực trữ nước, ao, ao nuôi trồng thủy sản, đất ngập nông nghiệp và kênh mương. Chúng đang bị đe dọa do mất môi trường sống.
Rất ít thông tin về loài này. Đây là một loài rái cá lớn và chỉ sinh sống ở vùng trung châu Phi, trong vành đai nhiệt đới. Rái cá được cho dành nhiều thời gian trên cạn hơn các loài rái cá khác. Rái cá không vuốt Congo là một trong 13 loài rái cá thuộc họ ăn thịt Mustelidae. Các thành viên khác của họ này bao gồm triết, chồn sói và chồn sương. Một con rái cá duy trì một lãnh thổ. Rái cá đánh dấu lãnh thổ của chúng bằng mùi hương, nhiệt thành tuần tra và bảo vệ lãnh thổ của chúng.